# غار کشمشی
غار کشمشی مربوط به دوره نوسنگی است و در شهرستان ارسنجان، بخش مرکزی، ۲ کیلومتری شرق دهستان علی‌آباد ملک، بردامنه کوه کمر واقع شده و این اثر در تاریخ ۲۳ بهمن ۱۳۸۵ با شمارهٔ ثبت ۱۷۲۵۴ به‌عنوان یکی از آثار ملی ایران به ثبت رسیده است.